# Kolguyev
A ilha Kolguyev (em russo:   остров Колгуев) é uma ilha polar russa localizada na parte sudeste do Mar de Barents e a leste do mar de Pechora, no oceano Ártico, a cerca de 70 km da costa mais próxima a sudeste, na península de Kanin. Administrativamente, pertence ao distrito autónomo de Nenétsia, dependente do oblast de Arkhangelsk

## Geografia
A ilha, de forma aproximadamente circular, tem diâmetro aproximado de 80 km e 4968 km² de área. O ponto mais alto atinge somente 176 m. Tem grandes zonas húmidas, com muitos pântanos, turfeiras e colinas morenares, cobertas por vegetação característica da tundra.
Só há uma localidade permanente na ilha, Bugrino, localizada na costa sudeste, com apenas 337 habitantes (censo de 2021). A tribo nativa dos Nenets forma a maioria da população, com a pesca, a pecuária de renas e as armadilhas de caça como principais actividades económicas. O petróleo e o gás também estão presentes.
A fauna é escassa e limitada a umas poucas colónias de aves e raposas-polares. O clima é duro e frio. Os invernos são longos, com baixas temperaturas (em janeiro de -10 a -15 °C, e muito frequentemente abaixo dos -20 °C), e os verões curtos e frios (julho de 4 a 6 °C, com apenas três meses por ano acima de 0 °C).

## Relatório de Trevor-Battye
A ilha foi descoberta em 1894 pelo naturalista britânico Aubyn B.R. Trevor-Battye (1855-1922). Fez-se a terra em junho com um assistente, com a intenção de passar cerca de um mês dedicado ao estudo da fauna silvestre, especialmente das aves. Devido a problemas mecânicos com a embarcação, e a um mal-entendido, ficaram na ilha durante 12 semanas. Trevor-Battye publicou o seu estudo sobre a história natural e a topografia de Kolguyev como: Ice-bound on Kolguyev (Trevor-Battye, 1895). O livro inclui observações sobre o povo Nenets (também conhecido como Samoyedo) que levava as suas renas para a ilha para pastos de verão e colocava armadilhas para gansos para vender aos russos. Trevor-Battye finalmente deixou a ilha com os pastores de renas em setembro de 1894, e teve que viajar 1000 milhas por terra, desde o rio Pechora até Arkhangelsk. Descreveu esta viagem de aventura em A northern highway of the Tsar (Uma estrada setentrional do Czar) (Trevor-Battye, 1898).